# 15732 Vitusbering
15732 Vitusbering è un asteroide della fascia principale del diametro medio di circa 19,88 km. Scoperto nel 1990, presenta un'orbita caratterizzata da un semiasse maggiore pari a 3,1688323 UA e da un'eccentricità di 0,0539594, inclinata di 10,39902° rispetto all'eclittica.